# Đền Bồng Lai (Bắc Giang)
Đền Bồng Lai là một di tích lịch sử - văn hóa tại thôn Bòng, xã Phượng Sơn, huyện Lục Ngạn, tỉnh Bắc Giang, Việt Nam.
Nguyên thủy, đền nằm trên ngọn núi Hoàng Sà, thuộc làng Bòng (tên chữ là Bồng Lai), xã Phượng Sơn, huyện Lục Ngạn, tỉnh Bắc Giang. Trước đền là 1 đoạn của sông Lục Nam gọi là khúc Nhật Đức. Đền được công nhận di tích lịch sử - văn hóa theo Quyết định số 172/QĐ-CT ngày 2 tháng 2 năm 2005 của Chủ tịch Ủy ban Nhân dân tỉnh Bác Giang.
Tương truyền đây là nơi thờ 3 vị công chúa thời Lý có công giúp nước.